# Clodosbaldo Russián
Clodosbaldo Russián Uzcátegui (San José de Areocuar, Estado Sucre, Venezuela, 1939-La Habana, Cuba, 20 de junio de 2011) fue un político, economista y abogado venezolano, que desempeñó importantes cargos públicos, siendo el más importante el de contralor general de la República (2000-2011) y presidente pro tempore del Consejo Moral Republicano (en varias ocasiones la última en enero de 2011).

## Biografía
Russián egresó de la Universidad Central de Venezuela donde estudia Economía y Derecho, con estudios especiales en Legislación Fiscal y Administración Pública de la Escuela Nacional de Hacienda. Ocupó numerosos cargos relacionados con la administración y la fiscalización de recursos en la Alcaldía de Libertador, del municipio Sucre, de la UCV, y de diversos organismos del Estado. Por sus actividades políticas en las Fuerzas Armadas de Liberación Nacional (ALN,) en la década de los 60 del siglo XX (fue condenado a 25 años de prisión en 1962, fugándose en 1965), fue enviado por varios años a la prisión de la isla del Burro, en el estado Carabobo.
Igualmente, fue una de las personas más respetadas por el expresidente Hugo Chávez, por lo que fue convocado al grupo de los 5 que paralelamente a la Asamblea Constituyente formó la constitución de 1999. Fue designado en diciembre de 2000 por la Asamblea Nacional de Venezuela como contralor general de la República, siendo ratificado en 2007, ocupó ese cargo hasta su muerte en junio de 2011. Russian había sufrido un accidente cerebrovascular el 22 de abril del mismo año por lo que fue internado en una clínica de Caracas, para luego ser enviado a tratamiento a la República de Cuba el 11 de mayo.

## Controversia inhabilitaciones
Russián fue una figura polémica, muy criticado por la oposición quién lo acusó de favorecer al gobierno de Hugo Chávez luego de la inhabilitación de diversos funcionarios para la postulación a cargos públicos, acusados de corrupción. Russián rechazó estas acusaciones argumentando que la Constitución de 1999 y la Ley de Contraloría de 2001 lo facultaban para tomar estas decisiones administrativas.
El 25 de febrero de 2008 el contralor Clodosbaldo Russián presentó un listado ante el Poder Electoral de unas 272 personas, funcionarias públicas, inhabilitados para desempeñarse en cargos de elección popular, afectando a algunos emblemáticos políticos de la oposición como Leopoldo López y Enrique Mendoza. Estas fueron realizadas sin un proceso judicial previo en la que los interesados hayan podido ejercer su derecho a la defensa. Antecediendo a las Elecciones regionales de Venezuela de 2008.